# Республиканские выборы в СССР (1971)
13 июня 1971 года в Союзе Советских Социалистических Республик прошли республиканские выборы, по итогу которых были избраны Верховные Советы союзных республик СССР.

## Ход выборов
| Страна  | Выборы                                  | Итоги      | Примечания        |
| ------- | --------------------------------------- | ---------- | ----------------- |
| АзССР   | Выборы в Верховный Совет АзССР (1971)   | 385 из 385 |                   |
| АрССР   | Выборы в Верховный Совет АрССР (1971)   | ???        | Состав неизвестен |
| БССР    | Выборы в Верховный Совет БССР (1971)    | 452 из 452 |                   |
| ГССР    | Выборы в Верховный Совет ГССР (1971)    | 400 из 400 |                   |
| КазССР  | Выборы в Верховный Совет КазССР (1971)  | 482 из 482 |                   |
| КирССР  | Выборы в Верховный Совет КирССР (1971)  | ???        | Состав неизвестен |
| ЛатССР  | Выборы в Верховный Совет ЛатССР (1971)  | 310 из 310 |                   |
| ЛитССР  | Выборы в Верховный Совет ЛитССР (1971)  | 300 из 300 |                   |
| МССР    | Выборы в Верховный Совет МССР (1971)    | ???        | Состав неизвестен |
| РСФСР   | Выборы в Верховный Совет РСФСР (1971)   | 894 из 894 |                   |
| ТаджССР | Выборы в Верховный Совет ТаджССР (1971) | ???        | Состав неизвестен |
| ТурССР  | Выборы в Верховный Совет ТурССР (1971)  | 285 из 285 |                   |
| УзССР   | Выборы в Верховный Совет УзССР (1971)   | ???        | Состав неизвестен |
| УССР    | Выборы в Верховный Совет УССР (1971)    | 482 из 482 |                   |
| ЭССР    | Выборы в Верховный Совет ЭССР (1971)    | 183 из 183 |                   |